# Astro’s Playroom
Astro’s Playroom — компьютерная игра в жанре платформера, разработанная подразделением Team Asobi компании Japan Studio и изданная Sony Interactive Entertainment эксклюзивно для игровой системы PlayStation 5. Является продолжением игры Astro Bot Rescue Mission, и поставляется предустановленной на каждую игровую систему PlayStation 5, являясь бесплатной демонстрацией возможностей игрового контроллера DualSense.
Официально игра была анонсирована 11 июня 2020 года в рамках презентации PlayStation 5 и была выпущена 12 ноября того же года. Astro’s Playroom и Demon’s Souls стали последними проектами Japan Studio перед тем, как студия была распущена в апреле 2021 года. В июне следующего года подразделение Team Asobi начало функционировать как самостоятельная студия в составе PlayStation Studios.

## Игровой процесс
Astro’s Playroom — трёхмерный платформер, в котором игрок управляет главным персонажем по имени Astro Bot с помощью контроллера DualSense. Как и в предыдущей игре, он способен прыгать, парить, наносить удары врагам и предметам, а также использовать атаку во вращении. Тактильная обратная связь контроллера используется для передачи реалистичных ощущений от действий, таких как ходьба по различным материалам, например, по песку, движение сквозь дождь и против ветра. Игра начинается в центральном мире под названием CPU Plaza, который стилизован под внутренности игровой системы PlayStation 5 и предоставляет доступ к четырём мирам, каждый из которых посвящён отдельному компоненту консоли, а артефакты связаны с соответствующей консолью: GPU Jungle (PlayStation 4), Cooling Springs (PlayStation 3), SSD Speedway (PlayStation 2) и Memory Meadow (PlayStation). На площади также находятся две другие зоны: Network Speed Run, где игроки могут соревноваться в открываемых испытаниях на время, результаты которых могут быть опубликованы в онлайн-таблице лидеров, и PlayStation Labo, где хранятся все собранные игроком коллекционные предметы.
Каждый из четырёх миров игры Astro’s Playroom разделён на четыре уровня, которые взаимосвязаны между собой. Два из этих уровней предполагают классический платформинг, тогда как на остальных двух главный герой использует специальный костюм, раскрывающий возможности контроллера DualSense. К примеру, в одном из миров появляется костюм лягушки с пружиной на дне: контроллер нужно наклонять в стороны для направления лягушки и нажимать на триггер для сжатия пружины, при этом адаптивная система триггеров симулирует сопротивление, как у настоящей пружины. Миры наполнены другими роботами, участвующими в различных активностях и воссоздающими сцены из известных франшиз PlayStation, таких как God of War и Resident Evil. В мирах есть провода, которые Астро-бот может тянуть, чтобы собирать снаряды, монеты и артефакты. Также есть вражеские роботы, которых Астро-бот может победить, зарабатывая монеты. В случае падения или поражения, уровень начинается заново с последней пройденной контрольной точки.
В каждом мире игрок может собирать три вида коллекционных предметов: монеты, пазлы и артефакты. Собранные монеты можно использовать на игровом автомате в зоне PlayStation Labo для получения коллекционных фигурок, а также дополнительных пазлов и артефактов. Кусочки головоломки используются для заполнения настенной росписи PlayStation, которая украшает стены зоны PlayStation Labo. Артефакты — это трёхмерные изображения реальных предметов из истории серии PlayStation, например, игровых систем, контроллеров и аксессуаров. После сбора игрок может рассматривать их и взаимодействовать с ними, используя тачпад или встроенный микрофон. Артефакты хранятся в PlayStation Labo, где Астро-бот может взаимодействовать с ними, ударяя или прыгая на них.
В конце каждого мира присутствует зона, вдохновлённая начальными экранами предыдущих четырёх домашних игровых систем PlayStation. За завершение мира игрок получает в качестве награды артефакт соответствующей игровой системы. После завершения всех четырёх миров открывается тайный пятый мир под названием «1994 Throwback». В нём Астро-бот должен пройти битву с боссом, вдохновлённую технической демкой «T-Rex» с первого демонстрационного диска первой PlayStation. После победы над боссом начинаются титры, и игрок получает в награду артефакты эры PlayStation 5, включая контроллер DualSense и саму систему PlayStation 5. 
В июле 2024 года в игру добавили специальных ботов — персонажей из различных компьютерных игр, выпущенных за последние 25 лет. Например, Селену Вассос из Returnal. По сюжету Astro's Playroom специальные боты оказались в ловушке и их нужно спасти. 

## Разработка
Работа над Astro’s Playroom началась в студии Team Asobi в 2018 году. Изначально проект задумывался как серия технологических демонстраций для контроллера DualSense от PlayStation 5. Однако решение о выпуске игры в качестве стартового тайтла было принято позже. По словам креативного директора Николя Дусе, во время работы над проектом было разработано более 80 технических демо для контроллера DualSense.
В Astro’s Playroom отражено наследие PlayStation, представляя персонажей из различных франшиз PlayStation, а также героев от третьих сторон-разработчиков, таких как Bandai Namco Entertainment, Capcom, Square Enix, Konami и Activision. При создании игры Team Asobi активно консультировалась с первоначальными создателями различных игр, например, с продюсером серии Tekken Кацухиро Харадой, чтобы включить в игру разнообразные пасхалки и отсылки. Художник-концептуалист Тосихико Накаи стремился сделать камео персонажей максимально узнаваемыми, забавными и привлекательными для фанатов. К тому же, часть команды аниматоров Team Asobi ранее принимала участие в создании игр, упомянутых в проекте.

## Оценки
| Сводный рейтинг    | Сводный рейтинг |
| Агрегатор          | Оценка          |
| ------------------ | --------------- |
| Metacritic         | 83/100          |
| Иноязычные издания |                 |
| Издание            | Оценка          |
| Edge               | 7/10            |
| Eurogamer          | Essential       |

Astro’s Playroom получила в целом положительные отзывы с совокупным баллом 83/100 на Metacritic. Критики высоко оценили разнообразие игры, прославление бренда PlayStation и использование контроллера DualSense.